# أتيرا
أتيرا (بالإنجليزية: Atira)‏ "أمنا"، هو لقب إلهة الأرض (من بين آخرين) في الثقافة القبلية الأمريكية الأصلية باوني. كانت زوجة تيراوا، الإله الخالق. مظهرها الأرضي هو الذرة، الذي يرمز إلى الحياة التي تمنحها أمنا الأرض.